# Komlós Péter
Komlós Péter (Budapest, 1935. október 25. – 2017. május 2.) kétszeres Kossuth-díjas és Liszt Ferenc-díjas magyar hegedűművész, a Bartók vonósnégyes alapítója, primáriusa, érdemes és kiváló művész.

## Pályája
A Liszt Ferenc Zeneművészeti Főiskolán, 1950 és 58 között hegedülni tanult Bihariné Kádár Klára, Zathureczky Ede, Weiner Leó és Katona Béla keze alatt. 1957-ben alapította kezdetben Komlós vonósnégyes néven kvartettjét, amely 1963-ban, a Bartók család és a művelődési minisztérium engedélyével vette fel a Bartók vonósnégyes nevet. A világhírű kvartett alapító tagjai – mellette – Devich Sándor (második hegedű), Németh Géza (mélyhegedű) és Mező László (gordonka) voltak, patronáló tanáraik pedig Weiner Leó, majd Mihály András és Sándor Frigyes voltak. A kvartett személyi összetétele többször is változott az eltelt évek alatt (az alapítókon kívül játszott benne Bánfalvi Béla, Hargitai Géza, Botvay Károly), de az alapító tagok közül hárman ma is (újra) az együttes tagjai. Emellett 1960-tól 1989-ig a Magyar Állami Operaház koncertmestere is volt. 1982-ben lett a Zeneakadémia tanára. A vonósnégyesben való közreműködésén túl, számos alkalommal szólistaként is fellépett. 1987-től egy, a magyar állam tulajdonában lévő, 1731-es keltezésű, kb. négymillió euró értékű Stradivariuson játszott.

## Díjai
A Bartók Vonósnégyes tagjaként:
- 1964 – a Liège-i Nemzetközi Vonósnégyes Verseny első díja
- 1964 – Liszt Ferenc-díj
- 1964 – UNESCO-díj
- 1970 – Kossuth-díj
- 1985 – Bartók–Pásztory-díj
- 1997 – Kossuth-díj
- 2008 – A Magyar Köztársasági Érdemrend középkeresztje a csillaggal polgári tagozata
- 2009 – Prima díj
- 2010 – a Gramofon zenei magazin Magyar Klasszikus díja (személyes díj)